# 小行星7984
小行星7984（英語：7984）是一颗围绕太阳公转的小行星。1980年9月29日，茲丹卡·瓦弗洛娃在克列特发现了此天体。
这颗小行星的绝对星等为27.72393381710541等。